# Liste der Nummer-eins-Hits in Portugal (2014)
Diese Liste der Nummer-eins-Hits basiert auf der offiziellen Chartliste (Top 30 Artistas) der Associação Fonográfica Portuguesa (AFP), der portugiesischen Landesgruppe der IFPI, im Jahr 2014.

## Alben
| ← 2013 ← | Liste der Nummer-eins-Hits in Portugal | Liste der Nummer-eins-Hits in Portugal | Liste der Nummer-eins-Hits in Portugal | 2015 →                    |
| \| Zeitraum \| Wo. ges. \| Interpret \| Titel \| Zusätzliche Informationen \| \| (Zeitraum, Wochen auf Platz eins, Interpret, Titel, zusätzliche Informationen) \| \| \| \| \| \| ------------------------------------------------------------------------------ \| -------- \| ---------------------- \| --------------------------------- \| ------------------------- \| \| 49. Woche 2013 – 1. Woche 2014 5 Wochen \| 5 \| Tony Carreira \| 25 Anos \| – \| \| 2. Woche 1 Woche (insgesamt 2) \| 2 \| Violetta \| Violetta \| – \| \| 3.–4. Woche 2 Wochen \| 2 \| Xutos & Pontapés \| Puro \| – \| \| 5.–9. Woche 5 Wochen \| 5 \| Paulo Gonzo \| Duetos \| – \| \| 10. Woche 1 Woche (insgesamt 2) \| 2 \| Violetta \| Violetta \| – \| \| 11. Woche 1 Woche \| 1 \| Dead Combo \| A Bunch of Meninos \| – \| \| 12.–15. Woche 4 Wochen \| 4 \| The Legendary Tigerman \| True \| – \| \| 16.–19. Woche 4 Wochen (insgesamt 7) \| 7 \| Mariza \| Best of Mariza \| – \| \| 20. Woche 1 Woche (insgesamt 7) \| 7 \| Soundtrack \| Violetta – A Música é o meu Mundo \| – \| \| 21. Woche 1 Woche \| 1 \| Coldplay \| Ghost Stories \| – \| \| 22.–24. Woche 3 Wochen (insgesamt 7) \| 7 \| Soundtrack \| Violetta – A Música é o meu Mundo \| – \| \| 25. Woche 1 Woche \| 1 \| Linkin Park \| The Hunting Party \| – \| \| 26. Woche 1 Woche (insgesamt 7) \| 7 \| Soundtrack \| Violetta – A Música é o meu Mundo \| – \| \| 27. Woche 1 Woche \| 1 \| 5 Seconds of Summer \| 5 Seconds of Summer \| – \| \| 28. Woche 1 Woche (insgesamt 7) \| 7 \| Soundtrack \| Violetta – A Música é o meu Mundo \| – \| \| 29.–31. Woche 3 Wochen (insgesamt 7) \| 7 \| Mariza \| Best of Mariza \| – \| \| 32.–37. Woche 6 Wochen \| 6 \| Anselmo Ralph \| A Dor Do Cupido \| – \| \| 38. Woche 1 Woche (insgesamt 7) \| 7 \| Soundtrack \| Violetta – A Música é o meu Mundo \| – \| \| 39.–40. Woche 2 Wochen \| 2 \| Leonard Cohen \| Popular Problems \| – \| \| 41. Woche 1 Woche \| 1 \| Rodrigo Leão \| O Espírito de um País \| – \| \| 42.–44. Woche 3 Wochen \| 3 \| U2 \| Songs of Innocence \| – \| \| 45. Woche 1 Woche \| 1 \| Carminho \| Canto \| – \| \| 46. Woche 1 Woche (insgesamt 4) \| 4 \| Pink Floyd \| The Endless River \| – \| \| 47. Woche 1 Woche \| 1 \| One Direction \| Four \| – \| \| 48.–50. Woche 3 Wochen (insgesamt 4) \| 4 \| Pink Floyd \| The Endless River \| – \| \| 51. Woche 2014 – 5. Woche 2015 7 Wochen \| 7 \| Tony Carreira \| Tony Carreira – Sempre \| – \| |                                        |                                        |                                        |                           |
| ← 2013 |                                        |                                        |                                        | → 2015 →                  |
| Zeitraum | Wo. ges.                               | Interpret                              | Titel                                  | Zusätzliche Informationen |
| (Zeitraum, Wochen auf Platz eins, Interpret, Titel, zusätzliche Informationen) |                                        |                                        |                                        |                           |
| 49. Woche 2013 – 1. Woche 2014 5 Wochen | 5                                      | Tony Carreira                          | 25 Anos                                | –                         |
| 2. Woche 1 Woche (insgesamt 2) | 2                                      | Violetta                               | Violetta                               | –                         |
| 3.–4. Woche 2 Wochen | 2                                      | Xutos & Pontapés                       | Puro                                   | –                         |
| 5.–9. Woche 5 Wochen | 5                                      | Paulo Gonzo                            | Duetos                                 | –                         |
| 10. Woche 1 Woche (insgesamt 2) | 2                                      | Violetta                               | Violetta                               | –                         |
| 11. Woche 1 Woche | 1                                      | Dead Combo                             | A Bunch of Meninos                     | –                         |
| 12.–15. Woche 4 Wochen | 4                                      | The Legendary Tigerman                 | True                                   | –                         |
| 16.–19. Woche 4 Wochen (insgesamt 7) | 7                                      | Mariza                                 | Best of Mariza                         | –                         |
| 20. Woche 1 Woche (insgesamt 7) | 7                                      | Soundtrack                             | Violetta – A Música é o meu Mundo      | –                         |
| 21. Woche 1 Woche | 1                                      | Coldplay                               | Ghost Stories                          | –                         |
| 22.–24. Woche 3 Wochen (insgesamt 7) | 7                                      | Soundtrack                             | Violetta – A Música é o meu Mundo      | –                         |
| 25. Woche 1 Woche | 1                                      | Linkin Park                            | The Hunting Party                      | –                         |
| 26. Woche 1 Woche (insgesamt 7) | 7                                      | Soundtrack                             | Violetta – A Música é o meu Mundo      | –                         |
| 27. Woche 1 Woche | 1                                      | 5 Seconds of Summer                    | 5 Seconds of Summer                    | –                         |
| 28. Woche 1 Woche (insgesamt 7) | 7                                      | Soundtrack                             | Violetta – A Música é o meu Mundo      | –                         |
| 29.–31. Woche 3 Wochen (insgesamt 7) | 7                                      | Mariza                                 | Best of Mariza                         | –                         |
| 32.–37. Woche 6 Wochen | 6                                      | Anselmo Ralph                          | A Dor Do Cupido                        | –                         |
| 38. Woche 1 Woche (insgesamt 7) | 7                                      | Soundtrack                             | Violetta – A Música é o meu Mundo      | –                         |
| 39.–40. Woche 2 Wochen | 2                                      | Leonard Cohen                          | Popular Problems                       | –                         |
| 41. Woche 1 Woche | 1                                      | Rodrigo Leão                           | O Espírito de um País                  | –                         |
| 42.–44. Woche 3 Wochen | 3                                      | U2                                     | Songs of Innocence                     | –                         |
| 45. Woche 1 Woche | 1                                      | Carminho                               | Canto                                  | –                         |
| 46. Woche 1 Woche (insgesamt 4) | 4                                      | Pink Floyd                             | The Endless River                      | –                         |
| 47. Woche 1 Woche | 1                                      | One Direction                          | Four                                   | –                         |
| 48.–50. Woche 3 Wochen (insgesamt 4) | 4                                      | Pink Floyd                             | The Endless River                      | –                         |
| 51. Woche 2014 – 5. Woche 2015 7 Wochen | 7                                      | Tony Carreira                          | Tony Carreira – Sempre                 | –                         |